# Belladona (banda)
Belladona es una banda Argentina formada en mayo del 2001 e integrada actualmente por Roberto Boccacci en la voz, Carlos La Regina en guitarras, Martín Boffi en bajo y Martín Visconti en batería. Su estilo que se nutre principalmente del rock, el pop y el rythm and blues, con influencias de los grupos Led Zeppelin, The Beatles, U2, Pearl Jam, Red Hot Chili Peppers, The Black Crowes, entre otros.

## Biografía y discografía
En el año 2001 graban su primer álbum en disco compacto en forma independiente, con 15 canciones de su autoría, denominado Hasta los huesos. En el 2004, graban su segundo disco: Belladona II, que contiene 11 canciones. En el 2006 se consolida la formación actual, y junto a GaloZen Producciones y Boogieman Media, graban sus siguientes tres álbumes. El primero consiste en una placa en vivo denominada Vivo. El siguiente (tercer álbum en estudio) denominado Show (2007 - 2008) y finalmente Dale suave, disco acústico con lo mejor de su carrera.

## Festivales y Participaciones

### Aguante Buenos Aires
Con 2 canciones del disco Hasta los huesos participan del certamen Aguante Buenos Aires 2004, en el cual obtienen el 2º premio.

### Quilmes Rock 2004
Junto a The Offspring y Rata Blanca. En aquella oportunidad, obtuvo la mención de como una banda revelación underground, según la revista Rolling Stone. 

### Fiesta Nacional del Durazno
Junto a Javier Calamaro y Los Auténticos Decadentes.

### Medicina Rock Festival 2009
Obtuvo el Primer Puesto en la inauguración del festival.

### Fox Sport
Argentina Rally Tour 2009: Cortina de programa con la canción "Sobre mí", del disco Show.

### ND Ateneo
El 2 de septiembre de 2010 se presentaron en ND, brindando una excelente espectáculo con sus mejores canciones según algunos.

### Pepsi Music 2011
Quedaron seleccionados entre más de 300 bandas luego formar parte del concurso organizado por Pepsi. Esto les permitió participar del Festival Pepsi Music.